# Reason to Live
«Reason to Live» es una canción de la banda de hard rock y heavy metal Kiss, grabada en 1986. Forma parte del álbum Crazy Nights, del cual fue lanzada como sencillo. Es una de las más representativas y populares power ballads del grupo neoyorquino. La letra de la canción especialmente hace referencia personal al vocalista Paul Stanley, viviendo una relación tormentosa en la cual no se es correspondido como quisiera serlo y en variadas ocasiones tiene que soportar la humillación que ella (su amada) le brinda gratamente y sin explicación alguna sobre su mal trato hacia él.

## Video musical
El video musical del tema presenta a la banda tocando en un escenario, intercalada con escenas protagonizadas por una mujer que aparentemente quiere dar muerte a Paul Stanley. Es el único videoclip de Kiss donde se ve a Bruce Kulick tocar el teclado. Además tiene la peculiaridad de que aparecen sin sus habituales maquillajes faciales.